# Neomallodon arizonicum
Neomallodon arizonicum är en skalbaggsart som först beskrevs av Thomas Casey 1912.  Neomallodon arizonicum ingår i släktet Neomallodon och familjen långhorningar. Inga underarter finns listade i Catalogue of Life.